# Courtry-les-Granges
Pour les articles homonymes, voir Courtry (homonymie).
Ancienne commune de Seine-et-Marne, la commune de Courtry-les-Granges a existé de 1791 à 1842. Elle a été créée en 1791 par la fusion des communes d'Ailly, de Courtry et de Milly-les-Granges. En 1842 elle a fusionné avec la commune de Sivry pour former la nouvelle commune de Sivry-Courtry.